# Scotland (Virginie)
 (mars 2025).
Pour les articles homonymes, voir Scotland.
Scotland est une census-designated place située dans le comté de Surry, dans l’État de Virginie, aux États-Unis. Lors du recensement de 2020, elle comptait 153 habitants.